# Pardosa suchismitae
Pardosa suchismitae är en spindelart som beskrevs av Majumder 2004. Pardosa suchismitae ingår i släktet Pardosa och familjen vargspindlar. Inga underarter finns listade i Catalogue of Life.